# Taufbecken (Gaillon-sur-Montcient)

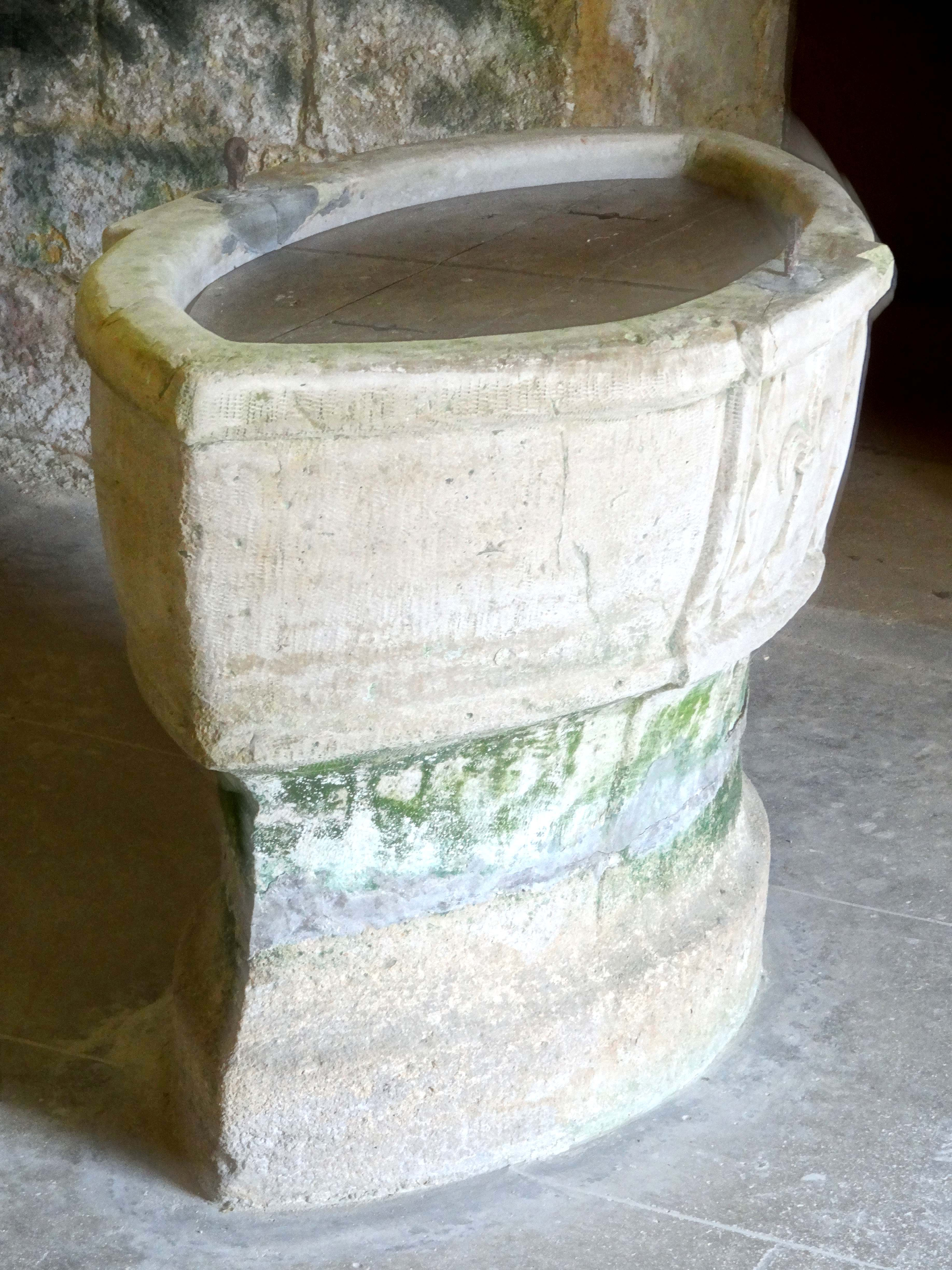
Taufbecken in Gaillon-sur-Montcient

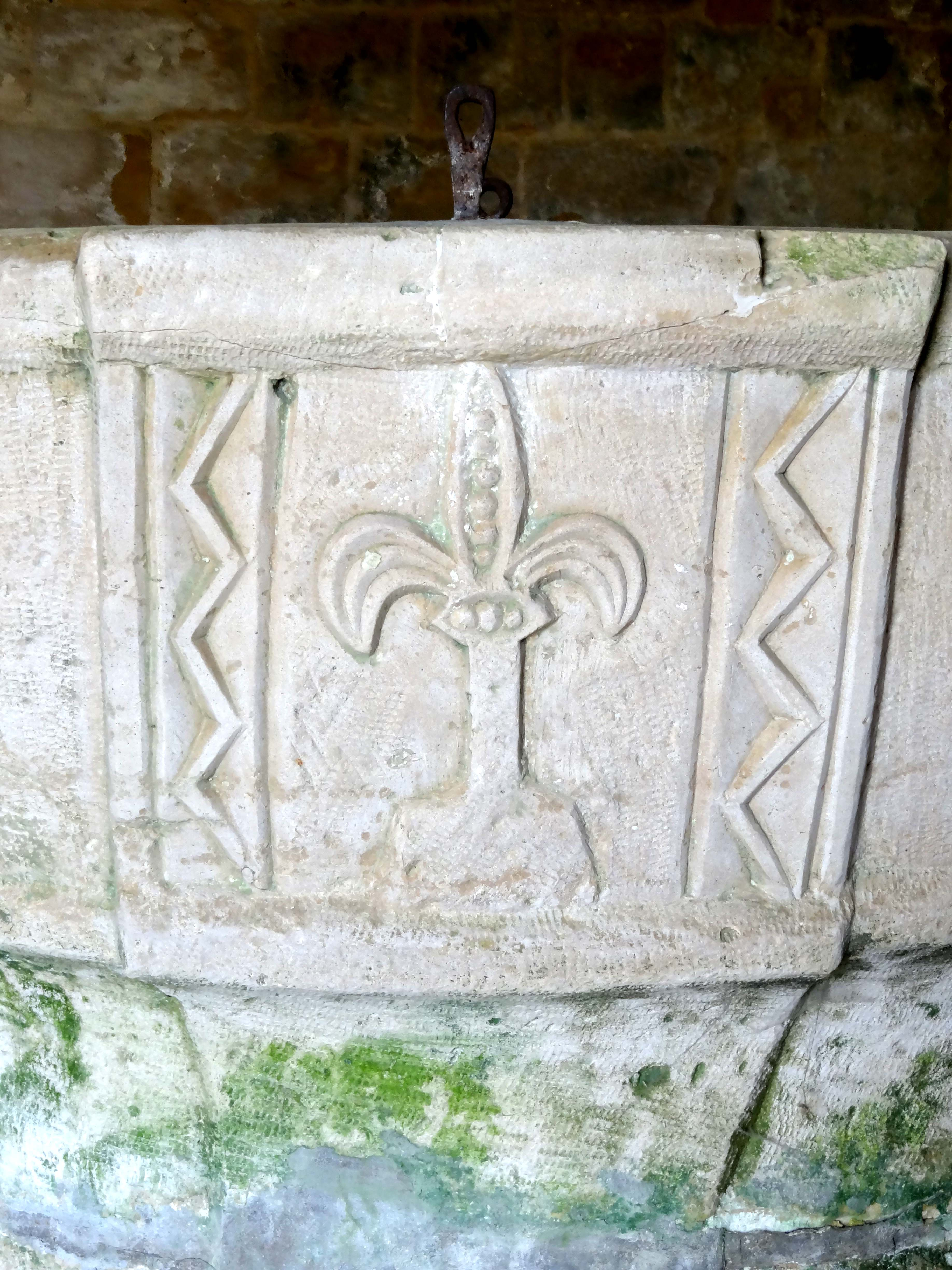
Detail mit Blüte

Das Taufbecken in der katholischen Pfarrkirche Notre-Dame-de-l’Assomption in Gaillon-sur-Montcient, einer französischen Gemeinde im Département Yvelines in der Region Île-de-France, wurde im 12. Jahrhundert geschaffen. Im Jahr 1908 wurde das romanische Taufbecken als Monument historique in die Liste der geschützten Objekte (Base Palissy) in Frankreich aufgenommen.
Das 85 cm hohe Taufbecken aus Kalkstein steht auf einem ovalen Sockel. Das ebenfalls ovale Becken ist außen mit zwei Blüten geschmückt, die von Bändern gerahmt werden. 